# Osmar Donizete Cândido
Osmar Donizete Cândido, genannt Donizete Pantera, (* 24. Oktober 1968 in Prados, MG) ist ein ehemaliger brasilianischer Fußballspieler. Er gewann in seiner Karriere verschiedene nationale sowie internationale Meisterschaften.

## Karriere

### Verein
Donizete Pantera begann seine Karriere im Alter von 19 Jahren bei Volta Redonda FC. Nach einigen Monaten bei der Drittligamannschaft wechselte er 1988 nach São José EC, wo er 1989 mit dem Verein Vizemeister der Staatsmeisterschaft von São Paulo wurde.
Seine Leistungen führten dazu, dass er beim Botafogo FR unterschrieb. In Konkurrenz zu Paulinho Criciúma und Milton Cruz kam er nur auf 15 Einsätze in der Série A, der obersten Spielklasse Brasiliens. Hier erzielte er am 14. Oktober 1989 gegen den EC Vitória ein Tor. 1990 wechselte Donizete Pantera nach Mexiko zu CD Estudiantes Tecos, wo er fünf Jahre verbrachte und eine wichtige Rolle beim Gewinn des ersten und einzigen Meistertitels für die mexikanische Mannschaft spielte. Am 30. April 1994, im Rückspiel des Meisterschaftsfinales gegen Santos Laguna, brauchte Tecos ein Tor, um den Titel zu gewinnen. Donizete überwand die Abwehr von Santos mit einer Einzelleistung und erzielte den zweiten und entscheidenden Titel. Für seinen Einfluss gewann er die Saisonauszeichnung als bester Spieler der Liga, den Balon de Oro.
1995 kehrte er zu Botafogo zurück und gewann gemeinsam mit Túlio Maravilha den zweiten Meistertitel für den Verein. Er beschrieb die Partnerschaft mit Túlio als die beste, die er je hatte: „Ich kehrte 1995 nach Brasilien zurück und hatte die Gelegenheit, an der Eroberung des Meistertitels des brasilianischen Klubs teilzunehmen. Ich und Túlio, der in beeindruckender Form war und auf jede erdenkliche Weise punktete, er war der beste Partner, den ich hatte.“
Für die folgenden zwei Spielzeiten wechselte Donizete Pantera ins Ausland, wo er 1996 zunächst in Japan bei Verdy Kawasaki in der J1 League spielte und dann nach in Portugal für Benfica Lissabon. Hier debütierte am 18. August 1996 im Hinspiel der Supertaça 1996 gegen den FC Porto und erzielte am 7. September sein erstes Tor, einen Doppelpack gegen den Gil Vicente FC. In den sechs Monaten, die er im Estádio da Luz verbrachte, spielte er mit João Pinto zusammen, erzielte neun Tore in 22 Einsätzen und wechselte Ende Januar 1997 in seine Heimat zum SC Corinthians. Bei Corinthians traf er wieder auf Túlio Maravilha und gewann seine erste Staatsmeisterschaft.
Gegen Ende des Jahres 1997 wechselte Donizete Pantera zum CR Vasco da Gama. Gleich zu Beginn wurde er kurzzeitig an den Cruzeiro EC ausgeliehen. Für Cruzeiro sollte er beim Weltpokalfinale antreten. In der Partie am 2. Dezember 1997 verlor der Klub aus Belo Horizonte das Treffen mit 0:2 gegen Borussia Dortmund. Nach dem Spiel kehrte er zu Vasco da Gama zurück. Hier war er mit Luizão maßgeblich beim Titelgewinn der Copa Libertadores 1998 beteiligt. Beide Spieler erzielten die Tore für Vasco gegen den Barcelona Sporting Club aus Ecuador. Der Sieg in der Copa Libertadores brachte Donizete Pantera wieder ins Weltpokalfinale. In der Partie am 1. Dezember 1998 traf Vasco auf Real Madrid. Dieses Mal musste sich sein Klub mit 1:2 geschlagen geben.
Im Jahr 2000 wechselte der 32-jährige für einen kurzen Aufenthalt nach Mexiko zu UANL Tigres und kehrte noch im selben Jahr zum zweiten Mal zu Botafogo zurück. In den letzten Jahren seiner Karriere stand er im Kader der SE Palmeiras, kehrte zweimal zu Tecos und einmal zu Vasco da Gama zurück.
Nachdem Donizete Pantera 2006 seine aktive Laufbahn beendet hatte, ließ er sich zehn Jahre später als 47-Jähriger nochmals von dem SC Brasil Capixaba reaktivieren.

### Nationalmannschaft
Sein Debüt für die brasilianische Nationalmannschaft gab er am 8. November 1995 im Freundschaftsspiel gegen Argentinien in Buenos Aires, wo er das Siegtor beim 1:0-Sieg Brasiliens erzielte. Es sollte fast 15 Jahre dauern, bis Brasilien wieder ein Spiel in Argentinien gewann. Sein zweites Tor erzielte er am 28. August 1996 beim 1:1-Unentschieden gegen Russland und bestritt sein letztes Spiel für seine Nationalmannschaft am 15. Februar 1998 beim CONCACAF Gold Cup 1998 gegen Jamaika. Er gab zu, dass die größte Enttäuschung in seinem Leben die Nichtteilnahme an der Fußball-Weltmeisterschaft 1998 war, wie er es beschrieb. „Ich war in dieser Saison bei den meisten Nominierungen von Mário Zagallo. Ich habe gut gespielt, meine Leistung bei Vasco hat mir sehr geholfen und ich war wirklich überzeugt, dass ich bei einer Weltmeisterschaft spielen würde. Aber dann, kurz vor der Bekanntgabe des offiziellen Kaders, gewann Bebeto meinen Platz, obwohl er nicht regelmäßig nominiert wurde. Dann fiel Romário verletzungsbedingt aus. Ich dachte, sie würden sich an mich erinnern. Verdammt, sie entschieden sich stattdessen für Emerson, und er war ein defensiver Mittelfeldspieler. Dann kann ich sagen, dass es die größte Enttäuschung meines Lebens war, nicht am Weltcup 98 teilgenommen zu haben.“

## Erfolge
Botafogo
- Staatsmeisterschaft von Rio de Janeiro: 1990
- Brasilianischer Meister: 1995

UAG Tecos
- Mexikanischer Meister: 1993/94

Corinthians
- Staatsmeisterschaft von São Paulo: 1997

Vasco da Gama
- Staatsmeisterschaft von Rio de Janeiro: 1998
- Copa Libertadores: 1998
- Torneio Rio-São Paulo: 1999

Auszeichnungen
- Bola de Prata: 1995

## Trivia
Nach dem Fußball arbeitet er bei der Fundação Pantera Negra für eine Stiftung zur Förderung junger Talente und absolvierte ein Studium zum Fußballtrainer.